# Kousenbandvis
De kousenbandvis of zilveren degenvis (Lepidopus caudatus) is een straalvinnige vis uit de familie van haarstaarten (Trichiuridae) en behoort derhalve tot de orde van baarsachtigen (Perciformes). De wetenschappelijke naam van de soort werd in 1788 als Trichiurus caudatus gepubliceerd door Bengt Anders Euphrasén.
De vis kan maximaal 210 cm lang en 8000 gram zwaar worden.

## Leefomgeving
De kousenbandvis is een zoutwatervis. De vis leeft in diep water en komt voor in de drie belangrijkste oceanen van de wereld (Grote, Atlantische en Indische Oceaan) en daarnaast in de Middellandse Zee. De diepteverspreiding is 100 tot 600 m.

## Relatie tot de mens
De kousenbandvis is voor de visserij van groot commercieel belang. In de hengelsport wordt er weinig op de vis gejaagd.